# Preußische G 9 (Bauart Mallet)
Die Dampflokomotive der Gattung G 9 der Bauart Mallet der Preußischen Staatseisenbahnen war eine Güterzuglokomotive.

## Beschreibung
Das Besondere an der Maschine waren die zwei Triebwerksgruppen mit je zwei angetriebenen Achsen und zwei Zylindern. Die vordere Triebwerksgruppe ist als Drehgestell ausgeführt, die hintere sitzt fest im Rahmen. Durch diese Bauart waren die Lokomotiven besonders für kurvenreiche Strecken geeignet. Der Geradeauslauf war allerdings wegen Schlingerbewegungen anfangs nicht so gut, wurde aber später durch Umbauten verbessert. Wegen häufig auftretender Undichtigkeiten an den beweglichen Dampfleitungen und aufgrund ihrer aufwändigen Bauweise waren sie sehr wartungsintensiv. Somit wurden nur 27 Exemplare angeschafft, die in den Jahren 1893 bis 1898 von der Elsässischen Maschinenbau-Gesellschaft Grafenstaden gebaut worden waren. Fast baugleiche Maschinen erhielten auch die Badischen Staatseisenbahnen mit der Reihe VIIIc. Die Maschinen waren mit einem Schlepptender der preußischen Bauart 3 T 12 ausgestattet.
Die Loks wurden für die Strecken in der Eifel, an der Mosel, im Saarland und in Schlesien entwickelt und zunächst den Königlichen Eisenbahn-Direktionen (KED) Breslau, Essen, Kattowitz und Saarbrücken zugeteilt. 1910 waren vier Lokomotiven in der KED Breslau, zehn Lokomotiven in der KED Kassel, elf Lokomotiven in der KED Essen und zwei Lokomotiven in der KED Kattowitz beheimatet. Zwei Essener Maschinen waren an 1912 im Bahnbetriebswerk Thorn-Mocker der KED Bromberg beheimatet. Die Ausmusterung der ersten Lokomotiven begann 1912/13, die letzten Fahrzeuge wurden während des Ersten Weltkrieges ausgemustert.